# ランシング村 (ニューヨーク州)
ランシング村（Lansing）は、アメリカ合衆国ニューヨーク州トンプキンス郡にある村。2000年の統計によると、人口は3,417人である。

## 地理
ランシングは、北緯42度29分15秒、西経76度29分9秒にある。アメリカ合衆国統計局の調査によると、12.0km2を占め、11.9km2が陸であり、0.1km2未満が池や川である。0.22%を水が占めている。

## 統計
2000年の統計によると、3,417人が住んでおり、1,620の世帯、808の家族が住んでいる。人口密度は、286.2人/km2である。1,705件の住居があり、142.8件/km2である。人口の68.01%が白人、5.12%がアフリカ系アメリカ人、0.23%がアメリカ先住民、22.51%がアジア系、0.06%がハワイやグアムなどの島々からの移民、1.40%がそのほかの民族や人種、2.66%が2つ以上の民族や人種を親に持ち、3.54%がヒスパニック系である。
1,620世帯のうち、23.3%が18歳未満の子供と一緒に生活しており、41.4%は結婚して共に生活している。6.0%は未婚の女性が世帯主であり、50.1%は結婚していない。38.8%は1人以上の独身の居住者が住んでおり、6.6%は65歳以上で独身である。1世帯の平均人数は2.06人であり、結婚している家庭の場合は、2.82人である。
人口の18.9%が18歳未満で、11.4%が18歳から24歳、41.1%が25歳から44歳、19.3%が45歳から64歳、9.3%が65歳以上である。平均年齢は32歳である。女性100人に対し、101.7人が男性である。18歳以上の女性100人に対し、99.0人が18歳以上の男性である。
1世帯の平均年収は、38,185ドルであり、結婚している家庭の場合は48,167ドルである。男性の平均収入が41,650ドルであるのに対し、女性は31,181ドルである。住民1人当たりの収入は29,047ドルであり、人口の12.3%、9.5%の家庭が貧困状態にある。18歳未満の18.5％、65歳以上の1.6%が貧困状態にある。